# Ay mamá
«Ay mamá» és una cançó de la cantautora catalana Rigoberta Bandini. La cançó es va estrenar de forma independent el 23 de desembre de 2021 com a candidata a representar Espanya en l'edició de 2022 del Festival d'Eurovisió al Benidorm Fest. La cançó va ser una de les favorites del públic, quedant en segon lloc i perdent davant «SloMo» de Chanel.
Segons Bandini, la cançó és un “crit feminista”, creat per “rendir homenatge a les mares i a totes les dones”. En una entrevista amb RTVE, va dir que “m'agrada molt escriure i per a mi les lletres són importants. En aquest cas, a més de parlar de la força de la feminitat, en aquest cas de les mares, és una cançó que em fa gràcia”, alhora que genera crítiques cap al fet que el cos de la dona estigui constantment “a l'ull públic”.

## Benidorm Fest

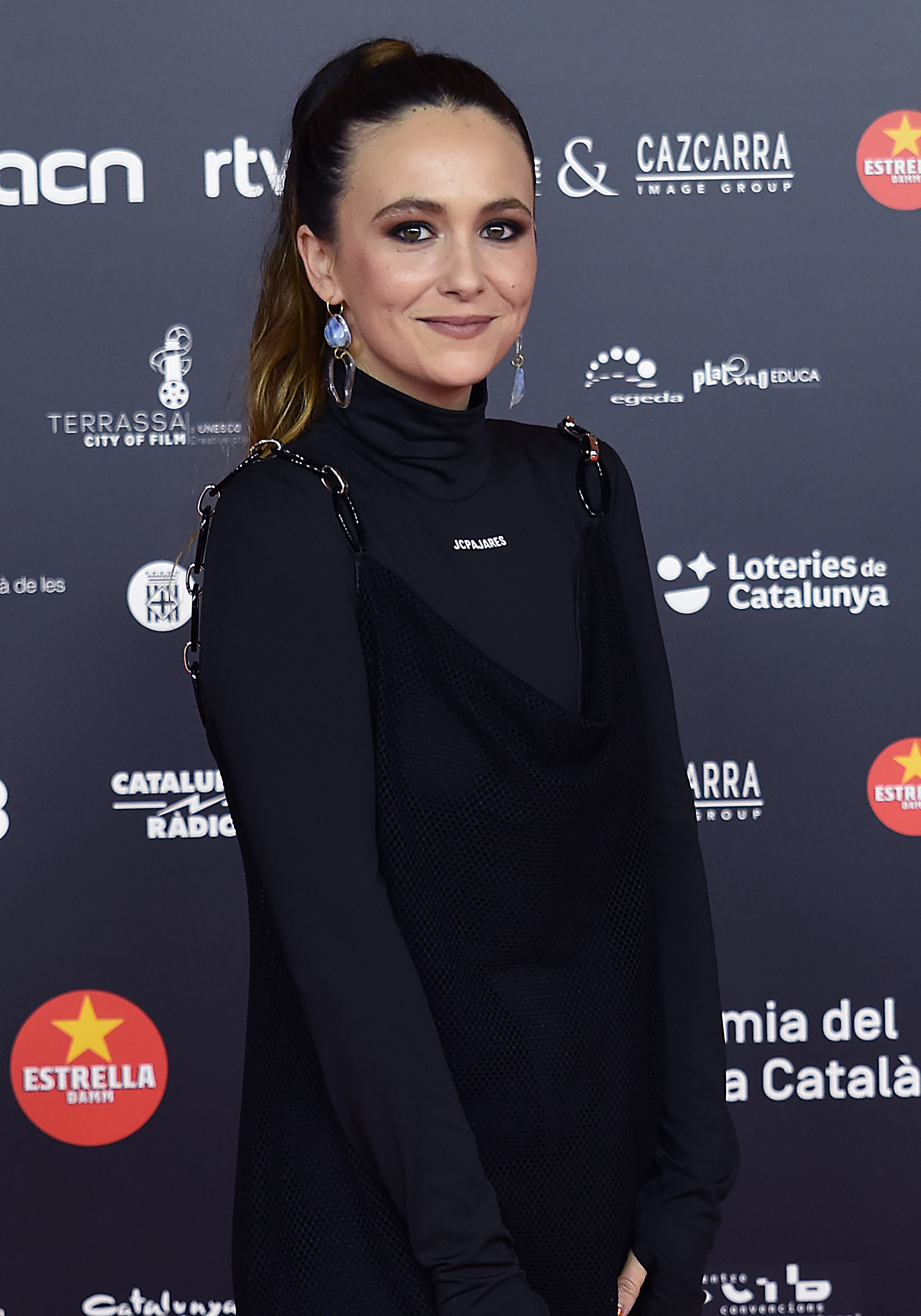
Rigoberta Bandini el 2021.

La cançó va estar entre les 14 candidates seleccionades per RTVE per representar Espanya al Festival d' Eurovisió 2022. La cançó va ocupar el primer lloc a la seva semifinal, i va rebre els millors vots tant dels jurats com del públic, i es va situar en el segon lloc general a la gran final, perdent finalment davant Chanel Terrero i la seva cançó «SloMo».

## Impacte i recepció
La cançó va ser seleccionada com a banda sonora d'un programa de Telecinco. Diversos polítics, inclosos ministres del govern de Pedro Sánchez, van expressar el seu suport a la cançó, mentre que des de la dreta política, els líders del Partit Popular i membres de Vox van atacar la cançó.
«Ay mamá» va obtenir un gran reconeixement, i ha arribat a assolir el lloc número 2 al Top 50 d'Espanya a Spotify, el número 2 a Apple Music España, el número 1 a Amazon Music España i el número 1 a Youtube España.

## Posició en llistes
| Llista (2021)        | Posició més alta |
| -------------------- | ---------------- |
| Espanya (PROMUSICAE) | 14               |